# Trò chơi gọi hồn
Trò chơi gọi hồn (tên gốc tiếng Anh: Ouija) là phim kinh dị siêu nhiên của Mỹ năm 2014 do Stiles White đạo diễn trong tác phẩm debut, Jason Blum, Michael Bay, Andrew Form, Bradley Fuller và Bennett Schneir sản xuất và Juliet Snowden viết kịch bản. White, trước đây cùng viết The Possession. Dàn diễn viên Olivia Cooke, Ana Coto, Daren Kagasoff, Douglas Smith và Bianca A. Santos đóng vai thanh thiếu niên, đã triệu hồi linh hồn từ 1 bảng cầu cơ.
Phim được Universal Studios phát hành vào ngày 24 tháng 10 năm 2014. Phim đã thành công về mặt thương mại, nhận được 103,6 triệu đô la trên toàn thế giới với kinh phí 5 triệu đô la, nhưng bị các nhà phê bình đánh giá thấp. Tiền truyện, Trò chơi gọi hồn: Nguồn gốc của quỷ dữ (Ouija: Origin of Evil) được phát hành năm 2016.

## Nội dung
Debbie nhớ lại việc chơi cầu cơ với người bạn thân Laine của cô khi cả hai còn nhỏ. Hiện tại, cô ném bảng cầu cơ vào lửa và ám chỉ với Laine rằng có điều gì đó kì lạ đã xảy ra với tấm bảng. Sau khi Laine rời đi, bảng cầu cơ xuất hiện trở lại trong phòng ngủ của Debbie. Debbie bị quỷ ám và treo cổ trong chính căn nhà của mình.
Laine tham dự lễ cầu hồn của Debbie với người bạn trai Trevor, người em gái Sarah, người bạn Isabelle và bạn trai của Debbie có tên Pete. Năm người họ sau đó hẹn gặp nhau tại nhà của Debbie và sử dụng bảng cầu cơ để cố gắng kết nối với cô. Những điều kì lạ đã xảy ra, một thế lực siêu nhiên đã đập mạnh tay và mặt của Pete vào một chiếc gương. Nhóm bạn sau đó bắt đầu tìm thấy dòng chữ "Chào bạn" (một thông điệp được truyền đạt trong buổi cầu cơ) được viết ở khắp mọi nơi, như trên chiếc xe của Isabelle và bàn làm việc của Pete. Họ nghĩ rằng đó là Debbie đang cố gắng kết nối với họ, vì vậy họ tiếp tục thực hiện một buổi cầu cơ nữa và phát hiện ra rằng thực ra họ đang kết nối với một linh hồn tự gọi mình là "DZ." Laine nhìn thấy hình ảnh của một cô bé bị khâu miệng. Cô bé cảnh báo họ hãy chạy đi vì mẹ cô đang tới. Laine sau đó khám phá ra rằng Debbie đã tìm thấy bảng cầu cơ trên gác mái của mình và chơi một mình.
Isabelle sau đó bị quỷ ám và giết chết. Laine và Pete tìm kiếm trên gác mái của Debbie và tìm thấy một chiếc hộp với những tấm ảnh đã cũ thuộc về người chủ trước đây. Trong khi tìm kiếm lịch sử gia đình của người chủ cũ, họ tìm thấy một bé gái đã mất tích có tên Doris. Chị gái của Doris là Paulina, bây giờ là một bà lão trong bệnh viện tâm thần, bà giải thích rằng mẹ của họ là một nhà ngoại cảm và đã sử dụng Doris như một vật chứa để giao tiếp với người chết. Mẹ của họ sau đó đã hóa điên và khâu miệng Doris, giết chết cô bé. Bà tiết lộ cho Laine rằng có một căn phòng bí mật trong ngôi nhà nơi mà Laine cần tìm kiếm thi thể bị giấu kín của Doris và cắt các mũi khâu trên miệng cô bé để cô có thể trục xuất linh hồn mẹ mình. Nhóm bạn quay trở lại ngôi nhà, nơi Laine tìm thấy thi thể của Doris và cắt các mũi khâu trên miệng cô. Linh hồn người mẹ của Doris đã cố gắng ngăn chặn điều này nhưng Doris đã trục xuất thành công linh hồn của mẹ mình. Pete hóa điên và bị giết.
Laine quay trở lại thăm Paulina, nhận ra rằng cô ấy trung thành tuyệt đối với Doris và đã cố tình nói dối. Doris mới là thực thể xấu xa và mẹ cô đã cố gắng ngăn cản nhóm bạn triều hồi cô ấy. Bà của Laine khuyên hai chị em phá hủy cơ thể của Doris cùng chiếc bàn cầu cơ. Hồn ma Doris dìm chết Trevor và bắt Sarah để khâu miệng cô lại. Laine chơi bảng cầu cơ một mình để thu hút sự chú ý của linh hồn. Doris bắt đầu chiếm hữu cơ thể của Laine nhưng hồn ma của Debbie đã xuất hiện và giúp Laine đánh bại Doris. Sarah và Laine ném xác của Doris cùng tấm bảng cầu cơ vào lò đốt, các hiện tượng siêu nhiên dừng lại. Sau đó,
Laine bất ngờ phát hiện tấm ván cầu cơ đã xuất hiện tại nhà cô một cách bí ẩn và cô nhìn qua nó.

## Diễn viên
- Olivia Cooke trong vai Laine Morris
  - Afra Sophia Tully trong vai Laine khi còn nhỏ
- Ana Coto trong vai Sarah Morris
  - Izzie Galanti trong vai Sarah khi còn nhỏ
- Daren Kagasoff trong vai Trevor
- Bianca Santos trong vai Isabelle
- Douglas Smith trong vai Pete
- Shelley Hennig trong vai Debbie Galardi
  - Claire Beale trong vai Debbie khi còn nhỏ
- Sierra Heuermann trong vai Doris Zander
  - Sunny May Allison trong vai Doris khi còn nhỏ
- Lin Shaye trong vai Paulina "Lina" Zander
- Claudia Katz Minnick trong vai Người Mẹ (Alice Zander)
- Vivis Colombetti trong vai Nona
- Robyn Lively trong vai Quý bà Galardi
- Matthew Settle trong vai Anthony Morris